# Yucca Valley
|  | Dieser Artikel wurde aufgrund von inhaltlichen Mängeln auf der Qualitätssicherungsseite des Projektes USA eingetragen. Hilf mit, die Qualität dieses Artikels auf ein akzeptables Niveau zu bringen, und beteilige dich an der Diskussion! Eine nähere Beschreibung der zu behebenden Mängel fehlt. |

Yucca Valley ist eine Stadt im Süden des San Bernardino County im US-Bundesstaat Kalifornien.
Das U.S. Census Bureau hat bei der Volkszählung 2020 eine Einwohnerzahl von 21.738 ermittelt.

## Geographie
Das Stadtgebiet hat eine Größe von 103,7 km². Die Stadt liegt am nördlichen Rand des Joshua-Tree-Nationalparks.